# Satho Ganden Trashi Chökhorling
| Tibetische Bezeichnung                                              |
| ------------------------------------------------------------------- |
| Tibetische Schrift: ས་མཐོ་དགའ་ལྡན་བཀྲ་ཤིས་ཆོས་འཁོར་གླིང་                    |
| Wylie-Transliteration: sa mtho dga’ ldan bkra shis chos ’khor gling |
| THDL-Transkription: Sato Ganden Trashi Chökhorling                  |
| Andere Schreibweisen: Sato Kalden Tashi Chokhorling, Satho Ganden   |
| Chinesische Bezeichnung                                             |
| Vereinfacht: 沙陀寺 （沙托寺、尕旦寺、扎西群科林）                  |
| Pinyin:Shātuó Sì (Shātuō Sì, Gǎdàn Sì, Zhāxī Qúnkēlín)              |

Satho Ganden Trashi Chökhorling oder Shatuo-Kloster ist ein Kloster der Nyingma-Schule des  tibetischen Buddhismus im Kreis Gangca des Autonomen Bezirks Haibei der Tibeter im Nordosten der chinesischen Provinz Qinghai. Das Kloster wurde 1665 in der Shunzhi-Ära der Qing-Dynastie gegründet und befindet sich sieben Kilometer südwestlich von dem Ort Quanji und einen Kilometer vom Qinghai-See (Kokonor) entfernt. Der 5. Dalai Lama Ngawang Lobsang Gyatsho vollzog hier mit dem Gewässer verbundene Rituale.  
Das Kloster steht aus der Liste der Denkmäler der Provinz Qinghai.